# دوت جونز
دوت جونز (بالإنجليزية: Dot Jones)‏ هي منافسة ألعاب القوى وممثلة أمريكية، ولدت في 4 يناير 1964 في ترلوك في الولايات المتحدة.

## أعمال

### أفلام
- (2009) التفكك النهائي

### مسلسلات
- اسمي إيرل
- دارما وغريغ
- ذا سويت لايف أوف زاك أند كودي
- ذا منتاليست
- روزان
- غلي

## وصلات خارجية
- دوت جونز على موقع IMDb (الإنجليزية)
- دوت جونز على موقع ميتاكريتيك (الإنجليزية)
- دوت جونز على موقع روتن توميتوز (الإنجليزية)
- دوت جونز على موقع قاعدة بيانات الأفلام العربية
- دوت جونز على موقع ألو سيني (الفرنسية)
- دوت جونز على موقع ألو سيني (الفرنسية)
- دوت جونز على موقع أول موفي (الإنجليزية)
- دوت جونز على موقع إن إن دي بي (الإنجليزية)
- دوت جونز على موقع قاعدة بيانات الفيلم (الإنجليزية)
- دوت جونز على موقع ليتربوكسد (الإنجليزية)